# Hylopetes sipora
Lo scoiattolo volante di Sipora (Hylopetes sipora Chasen, 1940) è un raro scoiattolo volante endemico dell'Indonesia.

## Descrizione
Lo scoiattolo volante di Sipora somiglia molto alle altre specie del genere Hylopetes; si caratterizza soprattutto per il colore arancio delle guance.

## Distribuzione e habitat
Come indica il nome, la specie è presente solamente su Sipora, un'isola di soli 845 km² appartenente all'arcipelago delle Mentawai, al largo delle coste sud-occidentali di Sumatra.

## Biologia
Non conosciamo pressoché nulla delle abitudini di questa specie, nota solamente a partire dal tipo nomenclaturale. Sappiamo solamente che vive nelle foreste primarie di pianura.

## Conservazione
L'habitat di questo animale è andato in gran parte perduto a causa della deforestazione per la raccolta di legname, degli incendi e della conversione della foresta in terreni agricoli. La IUCN lo classifica tra le specie in pericolo.